# Liste der marokkanischen Botschafter in Deutschland
Die Liste der marokkanischen Botschafter in Deutschland nennt die diplomatischen Vertreter des Königreichs Marokko in der Bundesrepublik Deutschland seit dem Jahr 1957 (unvollständig).

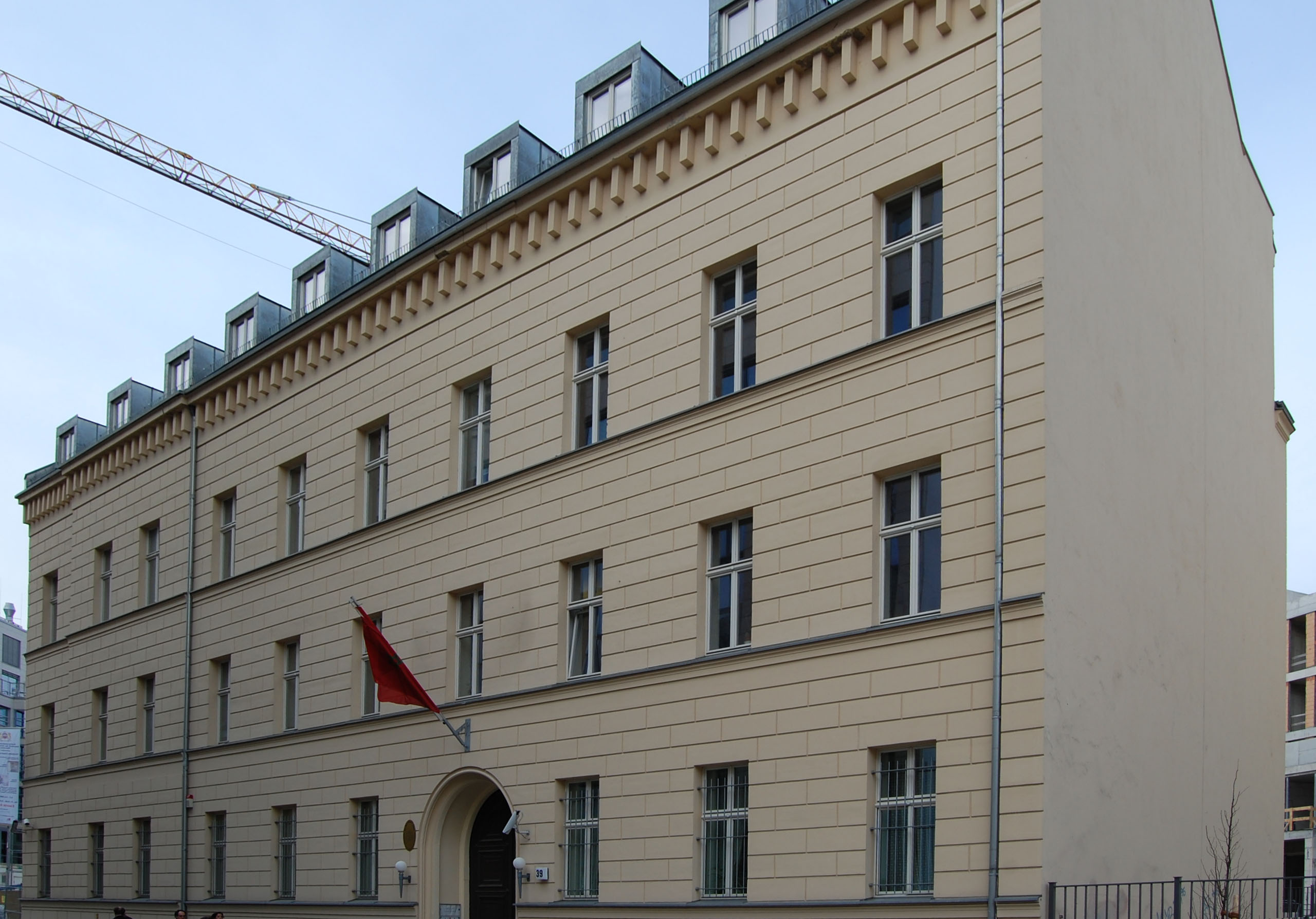
Botschaft des Königreichs Marokko seit 1999. Niederwallstraße 39, 10117 Berlin

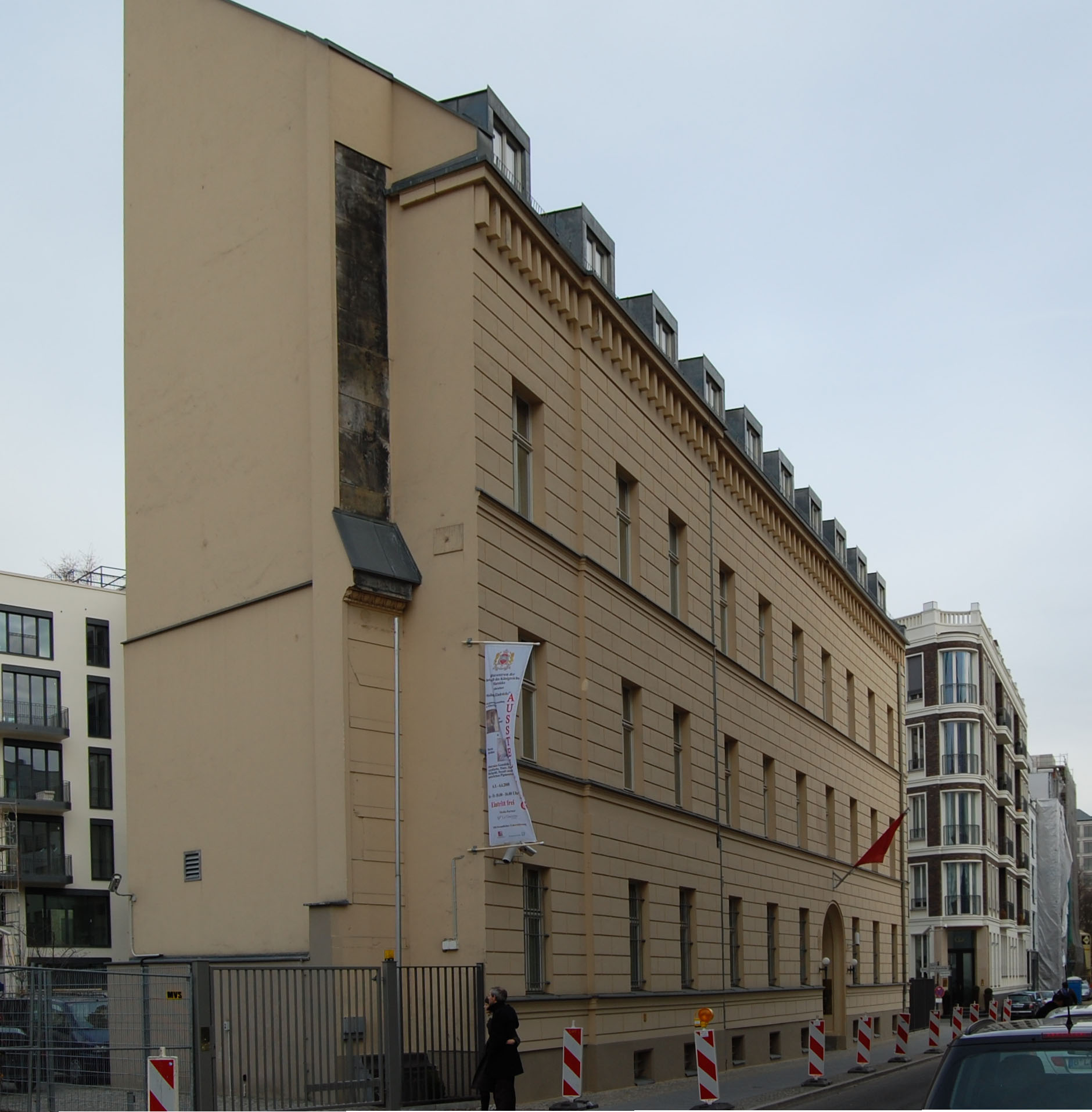
Seitenansicht

| Ernannt / akkreditiert | Name                    | Anmerkungen | Botschaftsposten verlassen |
| ---------------------- | ----------------------- | --- | -------------------------- |
| 1957                   | Moulay Ali Skalli       | (* 1927 in Fès; † 11. Oktober 2008 in der Schweiz) Abdelkader Ben Barka war Wirtschaftsattaché an der marokkanischen Botschaft in Bad Godesberg, wohin sein Bruder Mehdi Ben Barka im Dezember 1958 ins Exil ging. | 1958                       |
| 1958                   | Abdel-Kebir el Fassi    | rechts im Bild | 1962                       |
| 1961                   | Ahmed Osman             | [ 3 ] | 1962                       |
| Sep. 1962              | Mehdi Abdeljalil        | (* 1930) | 1965                       |
| Juni 1965              | Omar Boucetta           | (* 13. Februar 1921) | 1967                       |
| 1967                   | Abdessadeq El Glaoui    | Sohn von Tihami al-Glawi | 1970                       |
| 1970                   |                         | Zwischen 1970 und 1999 fehlen die Angaben. |                            |
| Juli 1999              | Mohamed Reda El Fassi   | | 2003                       |
| 2003                   | Abdeladim Lhafi         | [ 6 ] | 2005                       |
| 10. Jan. 2005          | Mohammed Rachad Bouhlal | [ 7 ] | 2012                       |
| 16. Jan. 2012          | Omar Zniber             | [ 8 ] | 2019                       |
| 11. Sep. 2019          | Zohour Alaoui           | [ 9 ] |                            |